# Mustai Karim
Mustái Karim (em basquir:  Мостай Кәрим, nome real Mustafá Sáfich Karímov em basquir:  Мостафа Сафа улы Кәримов, 20 de outubro de 1919 - 21 de setembro de 2005) foi um poeta, escritor e dramaturgo soviético pertencente a basquir. Foi nomeado poeta popular da República Autônoma Socialista Soviética da Baskiria (1963), Herói do Trabalho Socialista (1979) e vencedor do Prêmio Lenin (1984) e do Prêmio Estadual da URSS (1972).

## Prémios
- Herói do Trabalho Socialista (1979)
- Ordem "Por serviços à Pátria» II grau (9 de novembro de 2004) - por sua excelente contribuição ao desenvolvimento da literatura russa e a muitos anos de atividade criativa[1]
- Ordem "Para serviços ao país» III grau (28 de abril de 1995) - para serviços ao estado, os progressos realizados no trabalho, ciência, cultura, arte e uma grande contribuição para o fortalecimento da amizade e cooperação entre os povos[2]
- Duas ordens de Lenin (1967, 1979)
- Ordem do grau da Primeira Guerra Patriótica (1985) [3]
- Ordem do grau da Segunda Guerra Patriótica (1945)
- Ordem da Bandeira Vermelha do Trabalho (1955, 1962)
- Ordem da Amizade dos Povos (1984)
- Ordem da Estrela Vermelha (1944)
- Ordem do Distintivo de Honra (1949)
- Poeta nacional da RASS de Baskiria (1963)
- Artista Homenageado do RSFS da Rússia (1982)
- Acadêmico Honorário da Academia de Ciências do Bascortostão (1992)
- Prêmio Lenin (1984) - pela tragédia, "Não deixe o fogo, Prometeu", e pelo romance "Long, Long Childhood"
- Prêmio Estadual da URSS (1972) - pela coleção de poemas "Depois dos anos" (1971)
- Prêmio Estadual Konstantin Stanislavski do RSFS da Rússia (1967) - para a peça "A noite do eclipse lunar", encenada no ADT Bashkir
- Prêmio Republicano Salavat Yuláyev (1967) - para o primeiro volume de "Obras Selecionadas"
- Prêmio Internacional Mikhail Sholojov em Literatura e Arte (1999)
- Diploma de Honra, Prêmio Hans Christian Andersen (1978) - pelo livro "À espera de notícias"

## Memoriais
O nome de Karim foi dado ao Teatro Nacional da Juventude da República do Bascortostão e a uma rua em Ufa. O número 158 do ensino médio também leva seu nome. No prédio onde ele morava, uma placa comemorativa foi colocada em sua homenagem. Em Moscou, a fundição de um monumento a Karim em bronze foi concluída. Ele ficará localizado em Ufa, em frente à Câmara dos Sindicatos. Não é apenas um monumento, mas também inclui uma história com personagens das obras do escritor. A altura do monumento é de 6 metros de comprimento. Parte do monumento será rastreada separadamente, montada e soldada em Ufa.